# Hawalli
Hawalli (arabiska: حَوَلِّي) är ett distrikt (mintaqa) i och huvudort för provinsen Hawalli i Kuwait, i den centrala delen av landet, 6 km sydost om huvudstaden Kuwaits centrum. Antalet invånare var 164 212 år 2013.